# BB 47000
La BB 47001 était un prototype de locomotive électrique destinée au trafic fret construit par Alstom.
Basée sur la gamme Prima, il s'agissait d'une machine de grande puissance (6 000 kW), d'où son surnom Prima 6000.
Afin de répondre au mieux au marché interopérable européen, elle était quadricourant :
- 1,5 kV continu
- 3 kV continu
- 15 kV 16 2/3 Hz
- 25 kV 50 Hz

Elle n'a jamais été équipée de pantographe 3 kV continu, faute de place en toiture ; cela ne l'a pas empêchée de participer à des campagnes d'essai en Belgique, grâce aux similarités entre les caténaires et pantographes du 1,5 kV français et du 3 kV belge. 
Le prototype a servi de démonstrateur Alstom pour conquérir des marchés auprès d'éventuels futurs acheteurs et aussi pour permettre l’homologation pour Alstom de certaines technologies (ETCS, ATB...). 
La BB 47001 a donc eu l'occasion de circuler sur les réseaux français et belge, mais aussi luxembourgeois, néerlandais et allemand.  
Début 2009, ce prototype a été démonté par Alstom dans son usine de Belfort. Les équipements électriques et les bogies ont été réutilisés sur le nouveau prototype PRIMA II, la caisse restant stockée vide dans les emprises de l'usine.  
À noter, que malgré sa numérotation et sa livrée Fret SNCF, cet engin n'a jamais été intégré au parc moteur de la SNCF. Il n'a d'ailleurs été homologué sur aucun réseau, gardant son caractère de prototype démonstrateur.  